# 克里斯·阿伦斯
克里斯·阿伦斯（英語：Chris Ahrens，1976年7月24日—），美国男子赛艇运动员。他曾代表美国参加2000年和2004年夏季奥林匹克运动会赛艇比赛，其中2004年奥运会获得一枚金牌。